# 寶翠公園

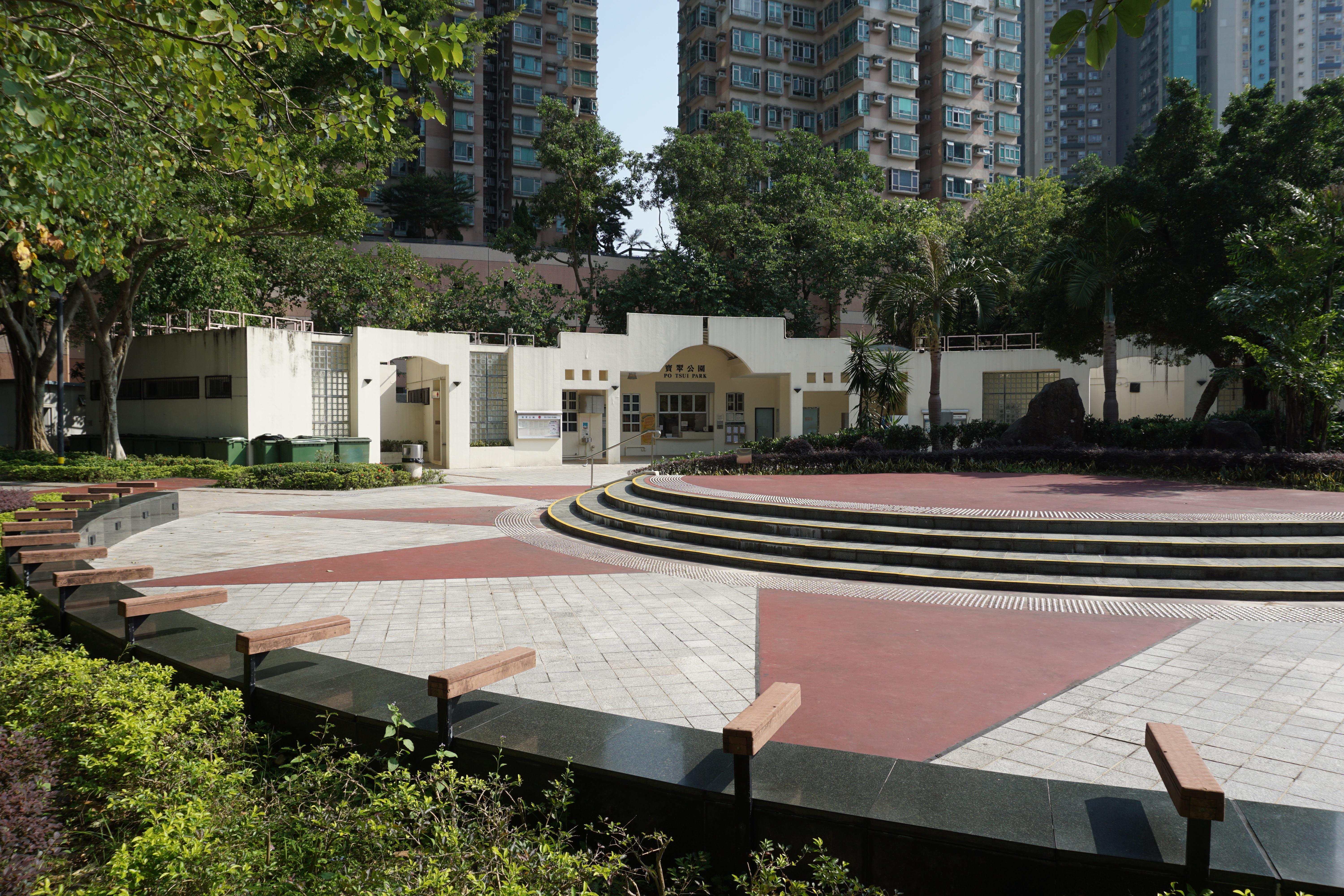
廁所、更衣室及訂場處

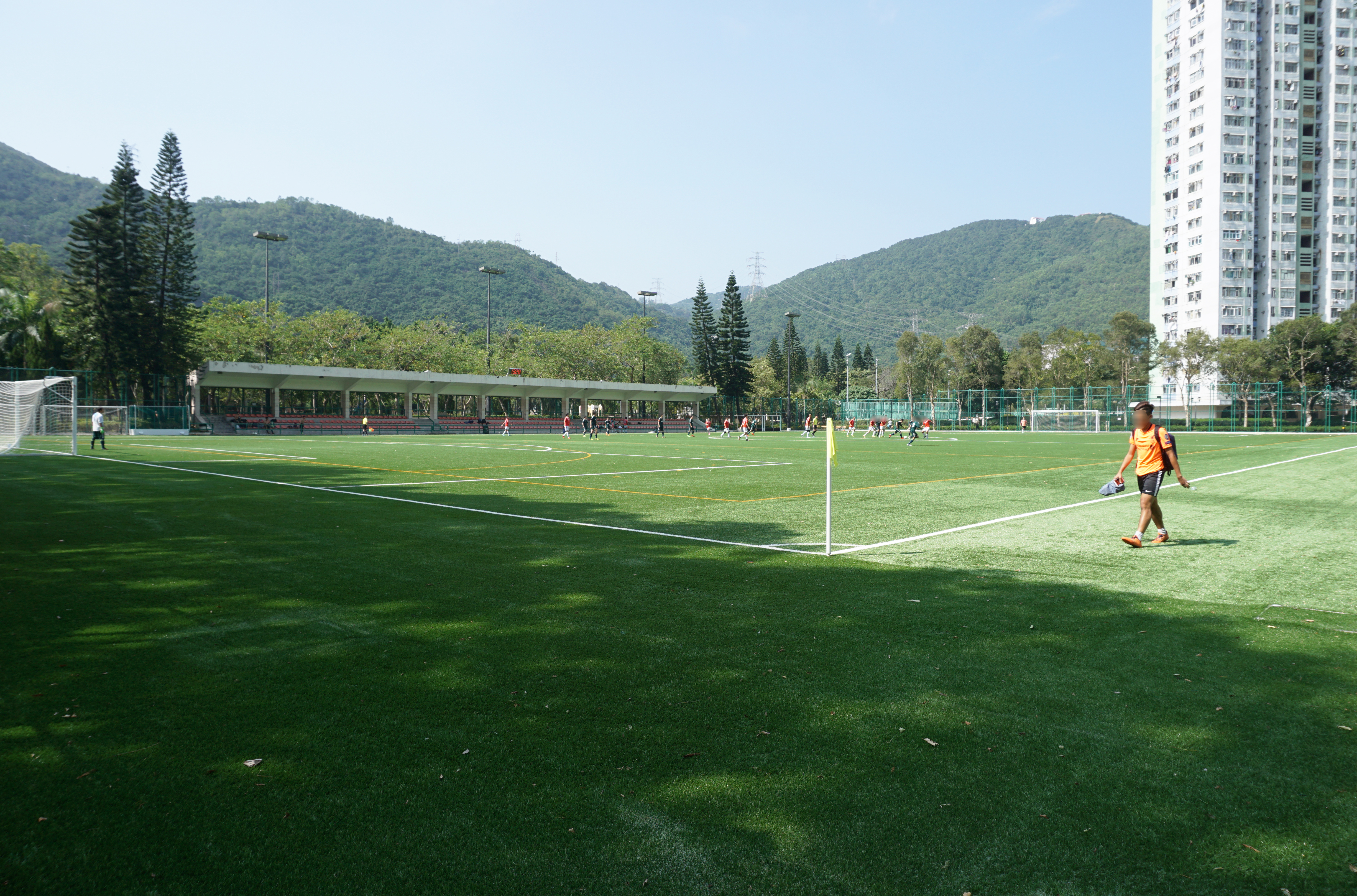
足球場

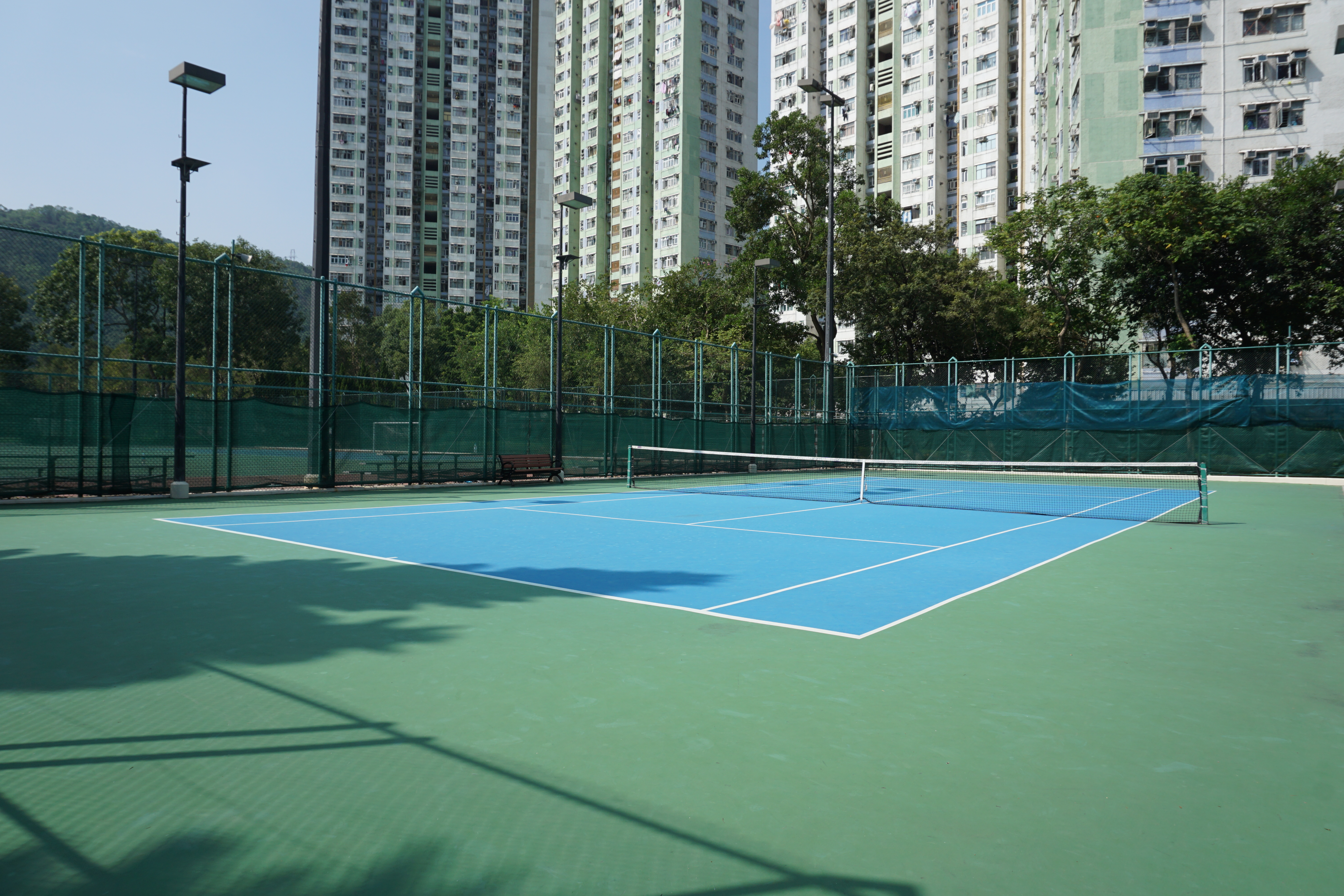
網球場

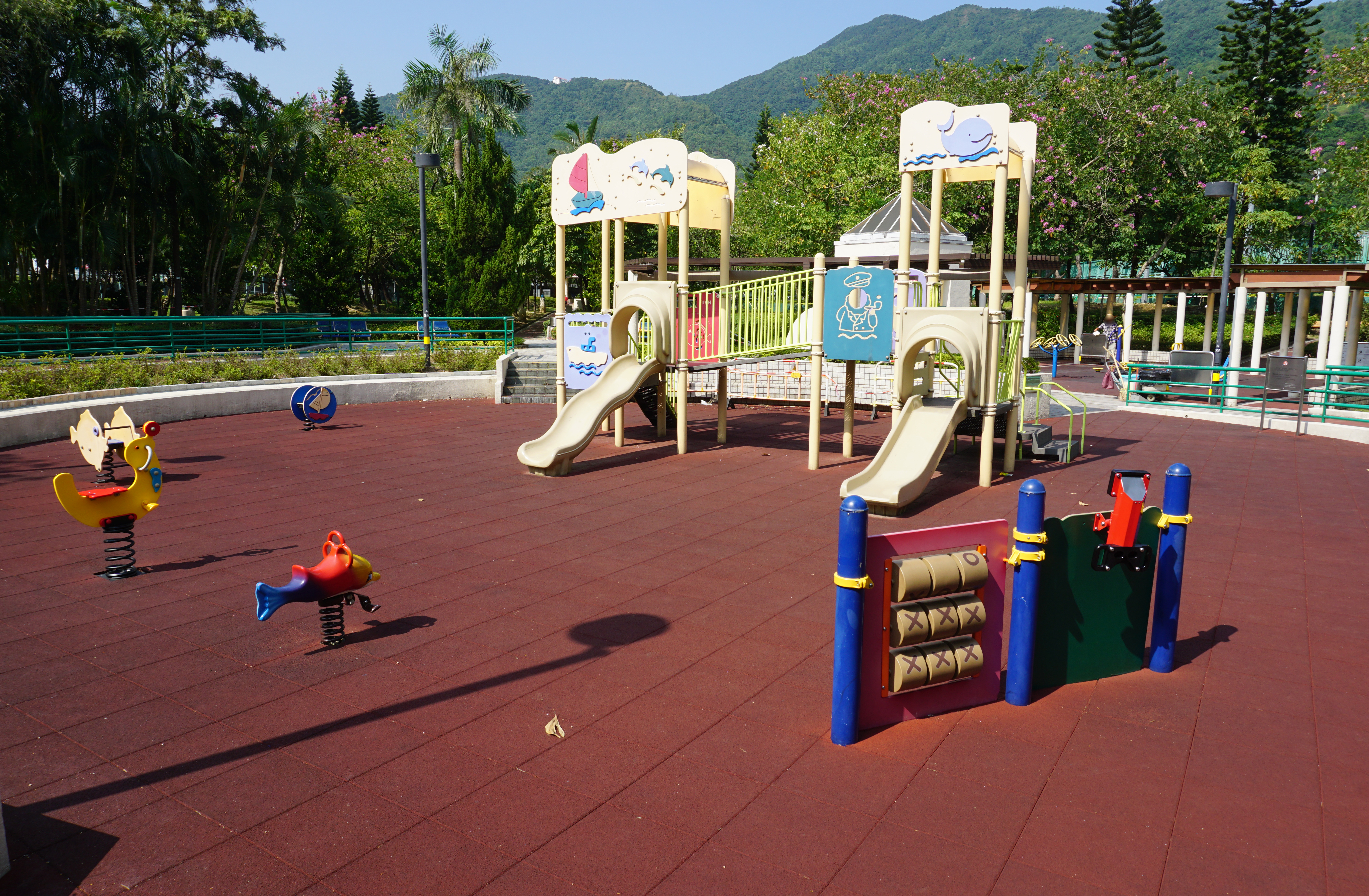
兒童遊樂場（前）及健體區（右後）

寶翠公園（英語：Po Tsui Park）是香港的一個中型公園，公園因位於於翠林邨和寶林邨之間（翠林邨就在寶翠公園對上的山坡），故名。公園位於新界將軍澳寶康路及寶琳北路交界，佔地4.24公頃。此公園於1994年7月25日正式開放。寶翠公園現由康樂及文化事務署管理。
寶翠公園設有多個球場、緩跑徑及兒童遊樂場等設施。此公園亦為香港超級聯賽球隊將軍澳理文的主要訓練場地。

## 設施
寶翠公園設有多個球場、緩跑徑及兒童遊樂場等
- 一個11人人造草地足球場兼曲棍球場
- 一個7人硬地足球兼手球場
- 6個網球場及3個網球練習場

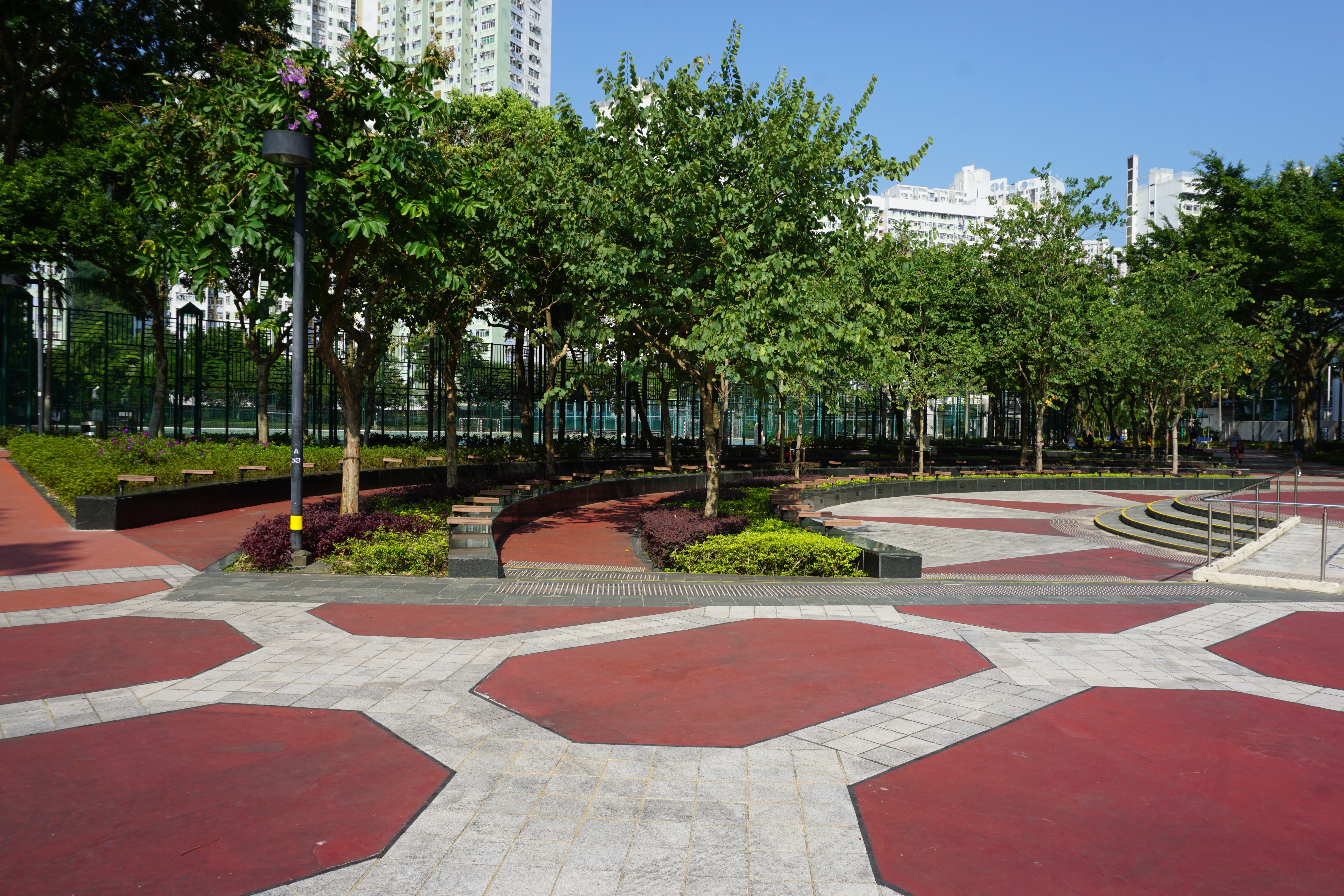
休憩區
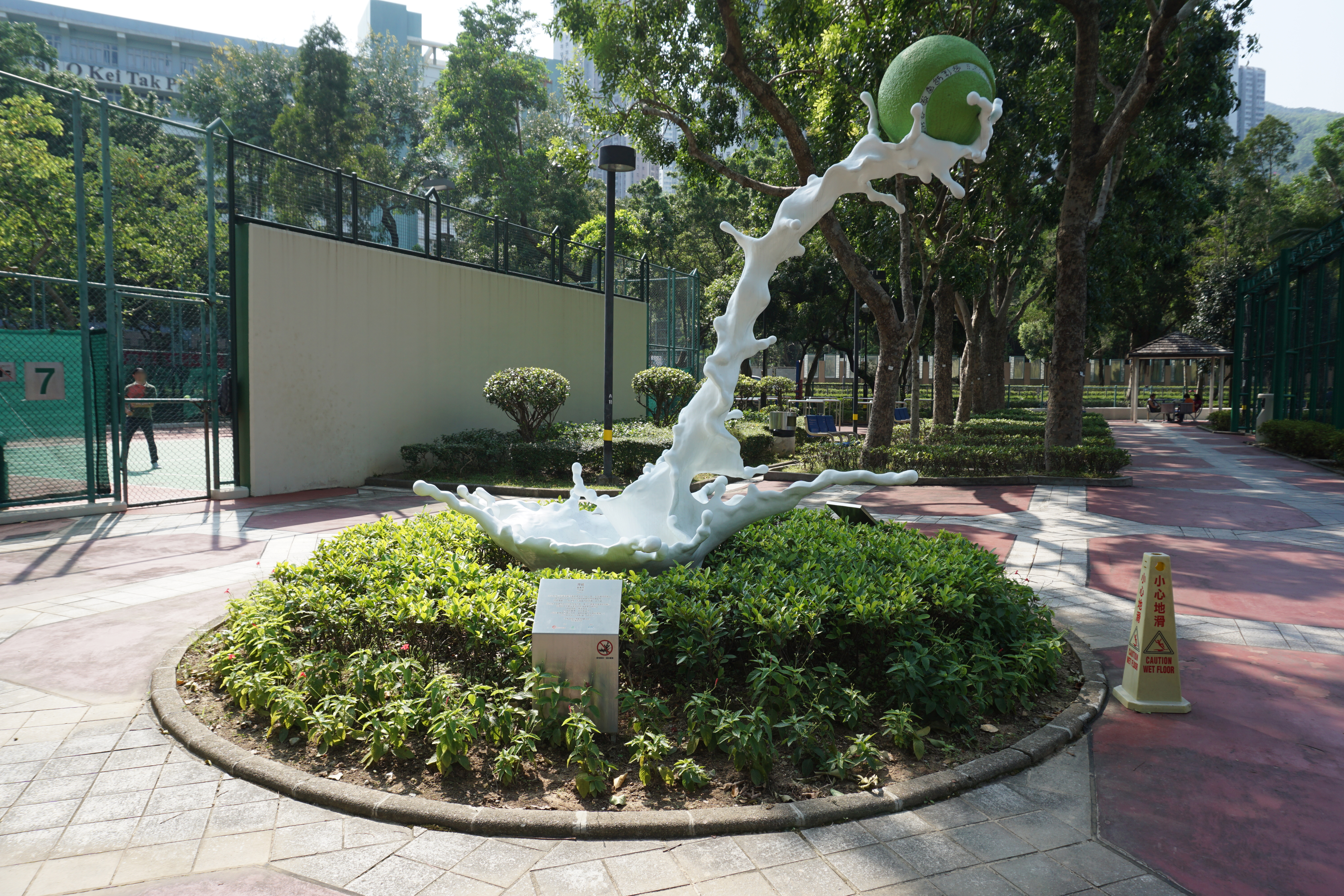
塑像
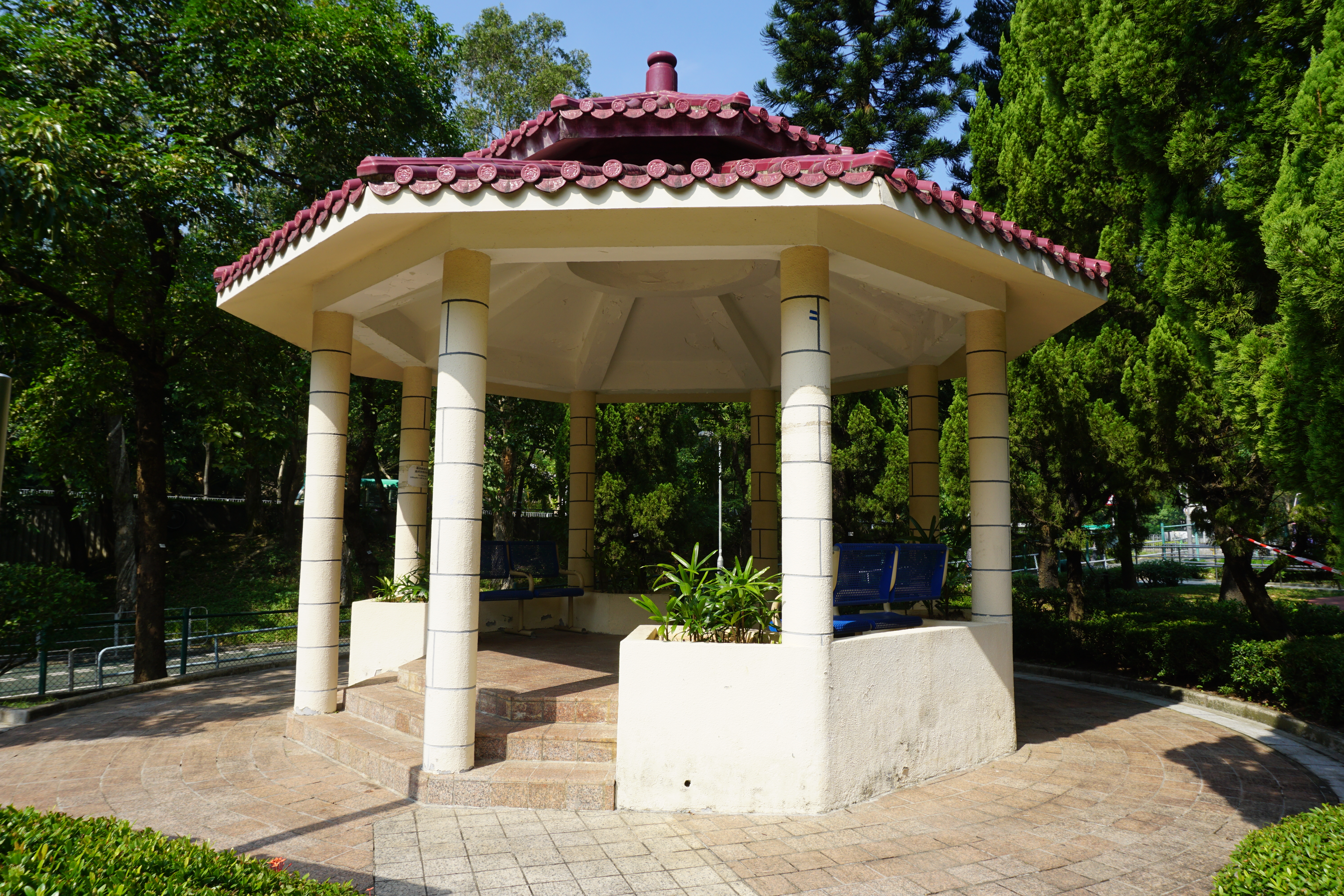
涼亭
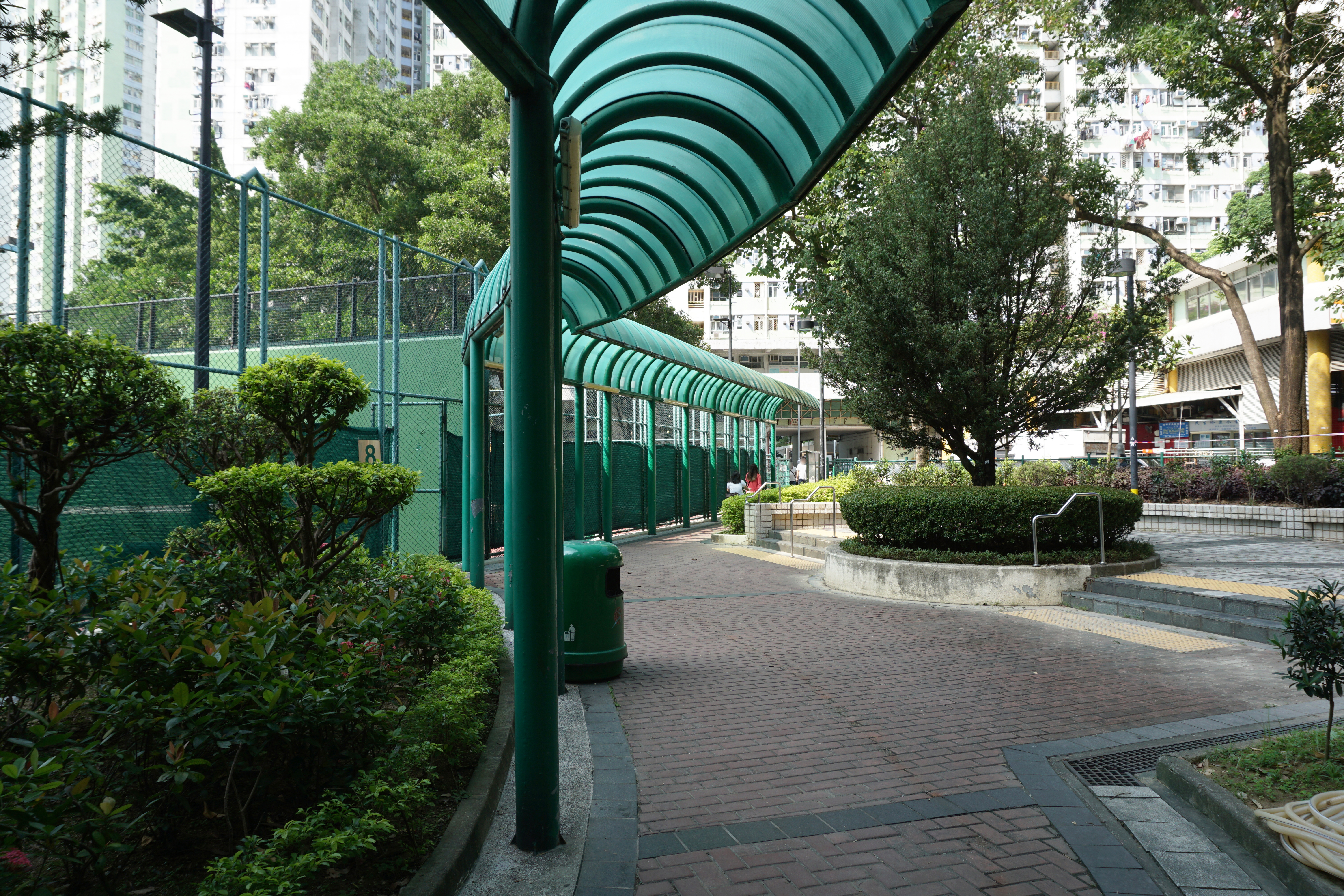
有蓋行人通道
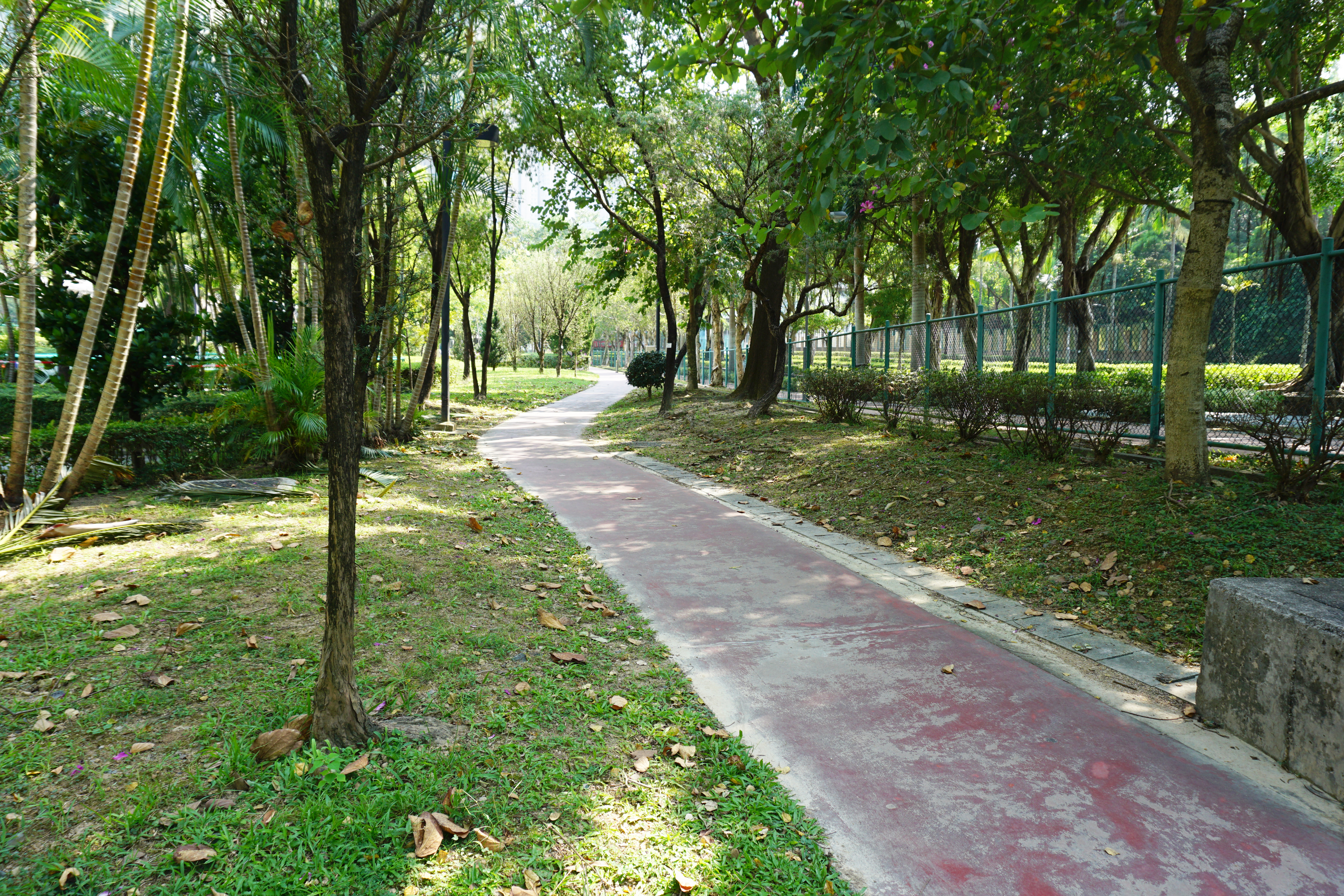
緩跑徑
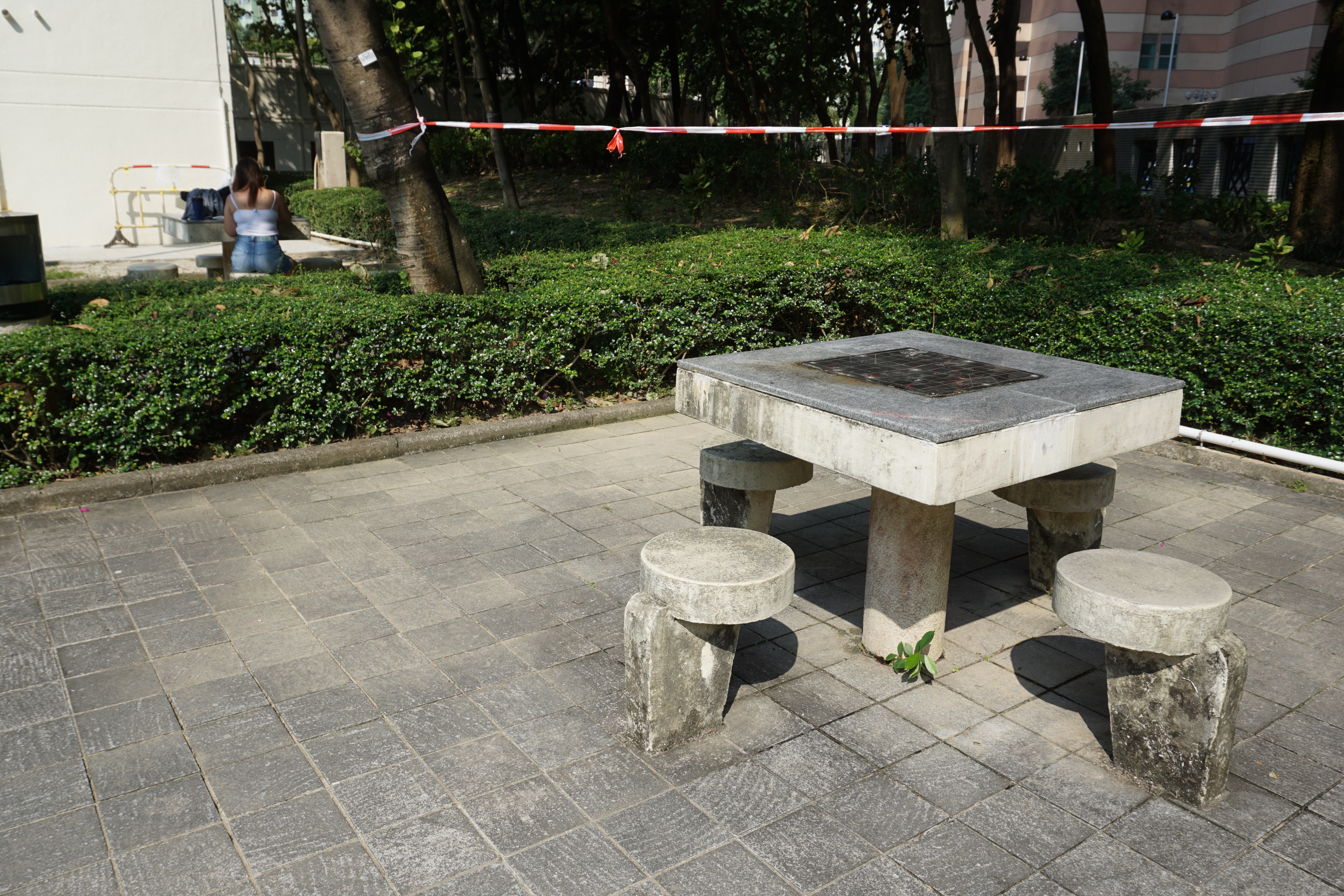
棋藝區
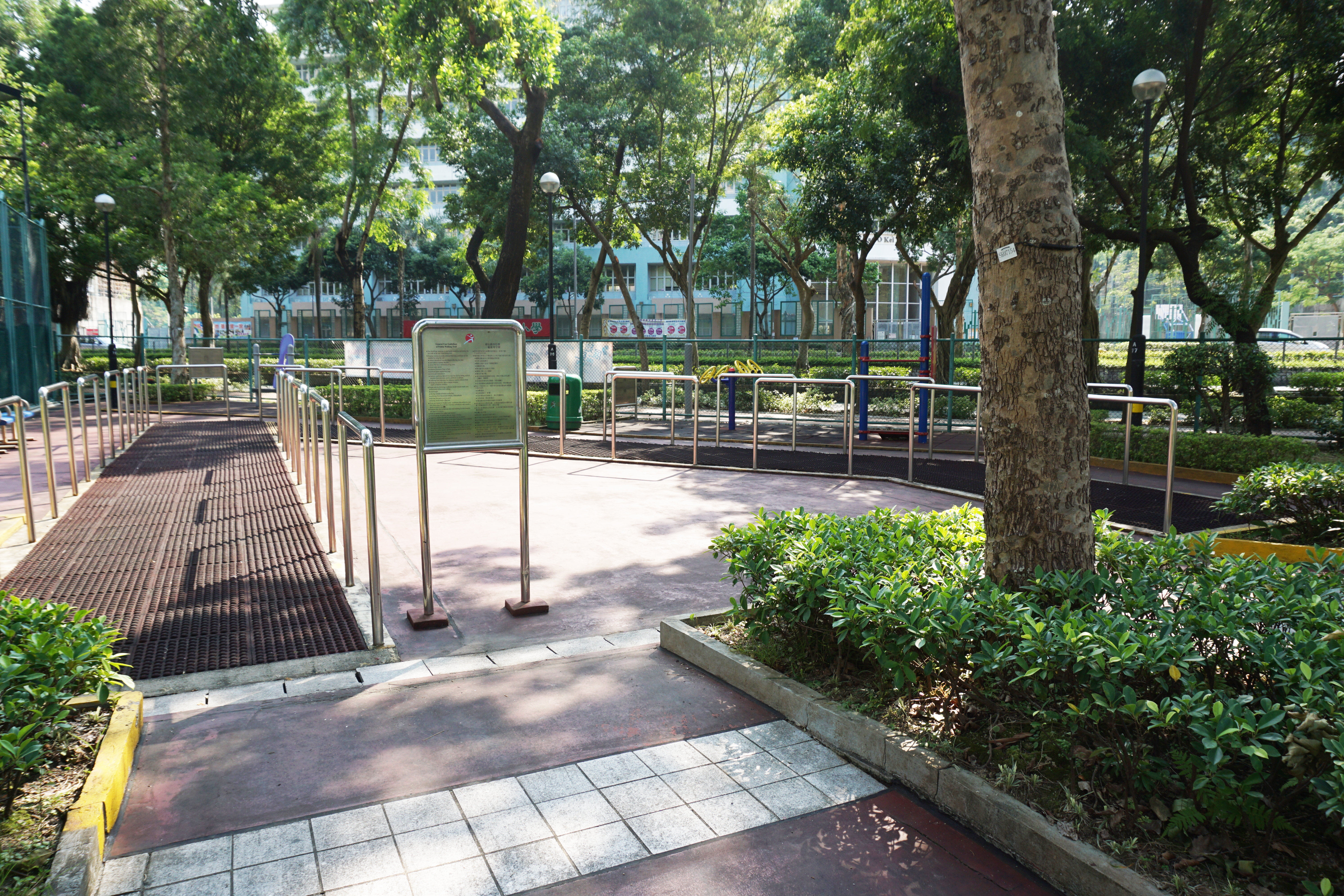
卵石路步行徑及健體區（2）
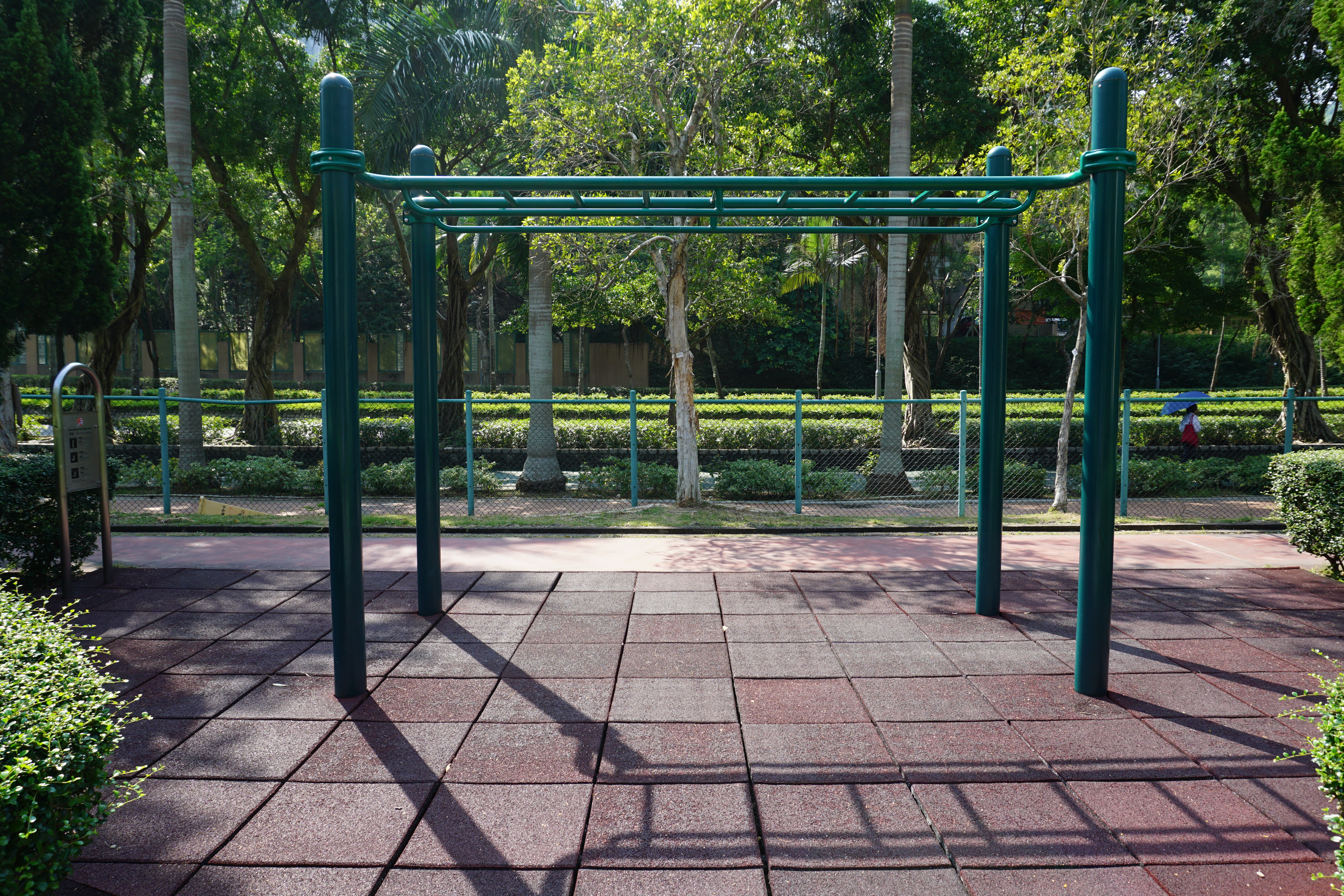
健體區（3）

## 主要使用者
- 將軍澳理文

## 禁煙安排
此場地（除吸煙區外）禁止吸煙。